# Scarred Hearts – Vernarbte Herzen
Scarred Hearts – Vernarbte Herzen (Originaltitel: Inimi cicatrizate) ist eine Filmbiografie von Radu Jude. Der Film feierte am 7. August 2016 beim Internationalen Filmfestival von Locarno seine Premiere. In Deutschland wurde der Film erstmals am 4. Oktober 2016 im Rahmen des Hamburger Filmfestes gezeigt. Der Film ist von dem autobiografischen Roman Inimi cicatrizate des jüdisch-rumänischen Schriftstellers Max Blecher inspiriert, der im Jahr 1937 veröffentlicht wurde.

## Handlung
Der Anfang 20-jährige Emanuel, der an Knochentuberkulose leidet, ist Patient in einem Sanatorium an der Schwarzmeerküste. Dort sind Menschen untergebracht, deren Knochen sich einfach auflösen, und Gipskorsette hindern sie daran, auseinanderzubrechen. Doch Emanuel hat seinen ganz eigenen Humor nicht verloren, und er amüsiert sich oft über seine Lebenssituation und seine Umwelt. Trotz des versteifenden Orthesen beginnt er mit zwei Frauen, die dort ebenfalls Patientinnen sind, gleichzeitig Affären. Die Möglichkeiten für Sex sind allerdings so eingeschränkt, dass er prinzipiell ausfallen muss.

## Biografischer Hintergrund

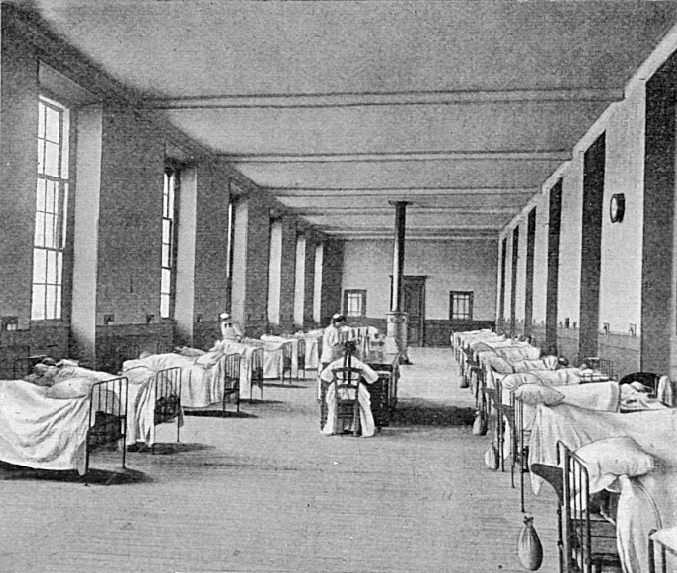
Über seine eigene Zeit in Berck, hier eine Innenansicht des Grand Hôpital Maritime de Berck in der Stadt an der Atlantikküste, lässt Blecher in seinem Roman Inimi cicatrizate den Patienten Emanuel berichtet

Der Film basiert auf dem autobiografischen Roman Inimi cicatrizate des jüdisch-rumänischen Schriftstellers Max Blecher, der 1937 veröffentlicht wurde und 2006 beim Suhrkamp-Verlag unter dem Titel Vernarbte Herzen in einer deutschen Übersetzung von Ernest Wichner erschien. Der Roman, der eine Reihe autobiographischer Elemente enthielt, wurde in Rumänien als Meisterwerk gefeiert. In dem wie ein Tagebuch aufgebauten Sanatoriumsroman erzählt Blecher von dem französischen Kurort Berck in den frühen dreißiger Jahren. Darin lässt er seinen jungen Protagonisten, den Patienten Emanuel, für mehrere Jahre diesen Ort der Kranken besuchen und von dem Alltag im Sanatorium erzählen.

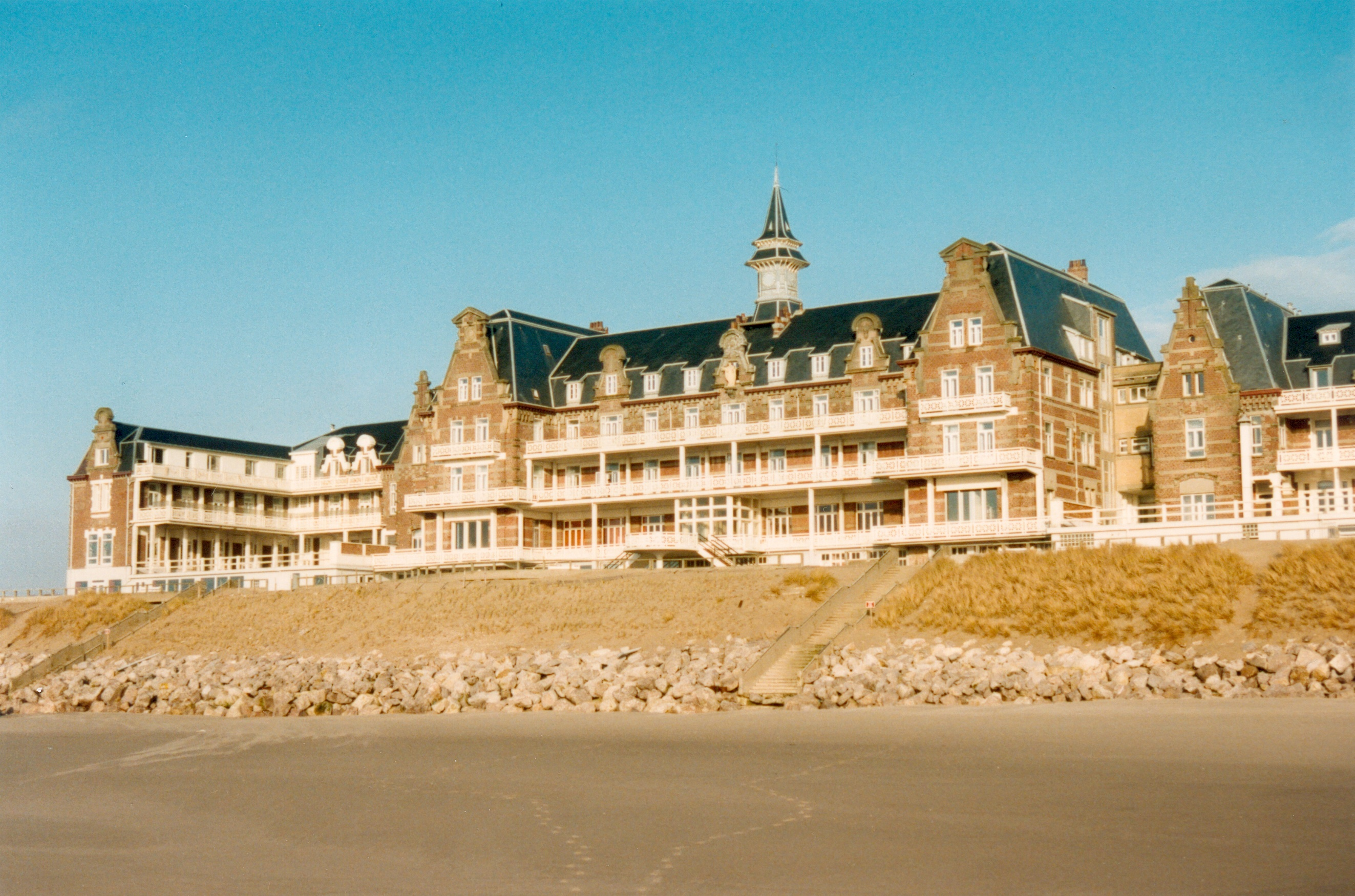
Auch heute noch findet sich mit dem Institut Calot in Berck eine Fachklinik für Knochenheilung

Blecher litt an Knochentuberkulose und war trotz seiner langen Krankenhausaufenthalte in seinem Leben nie wirklich genesen. Er verbrachte nach einem sechs Jahre langen Aufenthalt in einem Zentrum zur Tuberkulosebehandlung in der französischen Küstenstadt Berck-sur-Mer eine Zeit in einem Sanatorium in Schweizerischen Leysin und schließlich in den rumänischen Städten Brașov und Techirghiol am Schwarzen Meer. Der lange Aufenthalt im Zauberberg von Berck-sur-Mer an der französischen Atlantikküste und seine Zeit in Leysin in der Waadt hatten ihn jedoch nachhaltig beeindruckt.
Die Stadt Roman, aus der sein Vater stammte, wurde zur letzten Etappe von Blechers Krankendasein, wo er in einem einfachen Haus mit einer cerdac, einer Veranda, und mit einem Kirschgarten seine letzten Jahre liegend, auf den Knien schreibend und von wachsenden unerträglichen Leiden gequält verbrachte.

Gleichzeitig war auch das Haus in Roman in der damaligen Strada Costache Mortun Nr. 4 am Stadtrand von Roman, das sein Vater 1935 gekauft hatte, zum Schauplatz seiner quälenden Agonie und dienten der Entstehung seiner aufsehenerregenden Prosawerke. Hier schrieb Blecher auch seinen Roman Inimi cicatrizate, der fast vollständig in Berck handelt. Blecher starb bereits 1938, und damit ein Jahr nach dem Erscheinen des Romans, nach zehn Jahre dauernder Krankheit im Alter von 29 Jahren.
Noch heute befindet sich in Berck eine große Spezialklinik, die sich auf die Knochenheilung spezialisiert hat, das nach dem Mediziner Jean-François Calot benannte Institut Calot, in dem dieser um die Jahrhundertwende herum arbeitete und eine Technik zur Behandlung der Tuberkulose der Wirbelsäule entwickelte, die auch in Blechers Roman beschrieben wird. Heute werden im Institut Calot Krankenbetten und Hilfsgeräte aus vergangener Zeit ausgestellt, die in Berck speziell für die Bedürfnisse der Kranken entwickelt worden waren.

„Erst als Emanuel zum ersten Mal den Speisesaal betritt, begreift er, in welche Hölle er hier geraten ist, in eine Welt der ewig Untoten, eine Welt des Stillstands und des Wahns: 'Im Speisesaal waren die Traumelemente und die Wirklichkeitselemente in eine solche Gleichzeitigkeit geraten, daß Emanuel einige Sekunden lang das Gefühl hatte, sein Bewußtsein sei total zerfallen. Es war außerordentlich durchsichtig und trotzdem unglaublich zerbrechlich und unsicher geworden. Was ging hier vor?'“

## Produktion

### Stab und Besetzung
Bei dem Film führte Radu Jude Regie, der sich hierzu in großen Teilen von Blechers Roman inspirieren ließ. Jude beschreibt Blecher, den er nicht als Romantiker, sondern als Existenzialisten sieht, als Juwel für die rumänische Literatur und über 60 Jahre vergessen war, bis er dann Stück für Stück wiederentdeckt und seine Werke weltweit übersetzt wurden. Überzeugt hatte Jude das Buch Inimi cicatrizate, weil es autobiographisch ist und er davon beeindruckt war, wie Blecher auf etwas reagiert hat, das uns allen hätte passieren können. Wie bereits bei seinem Film Aferim! war ein Grund für die Verfilmung von Blechers Roman sein Interesse an der Vergangenheit, und Jude äußerte sich in einem Gespräch mit Deutschlandradio Kultur, er erachte es als eine moralische Pflicht, die dunklen Flecken der rumänischen Geschichte zu erforschen, weil eine solche Untersuchung auf offizieller Ebene nicht stattfinde. Wie die Hauptfigur seines Films und des Romans betrachtet sich Jude selbst als Zyniker, er entdecke jedoch in sich auch Widersprüche, wie sie in allen Menschen existierten, so der Regisseur, insbesondere, wenn man sich verliebe.

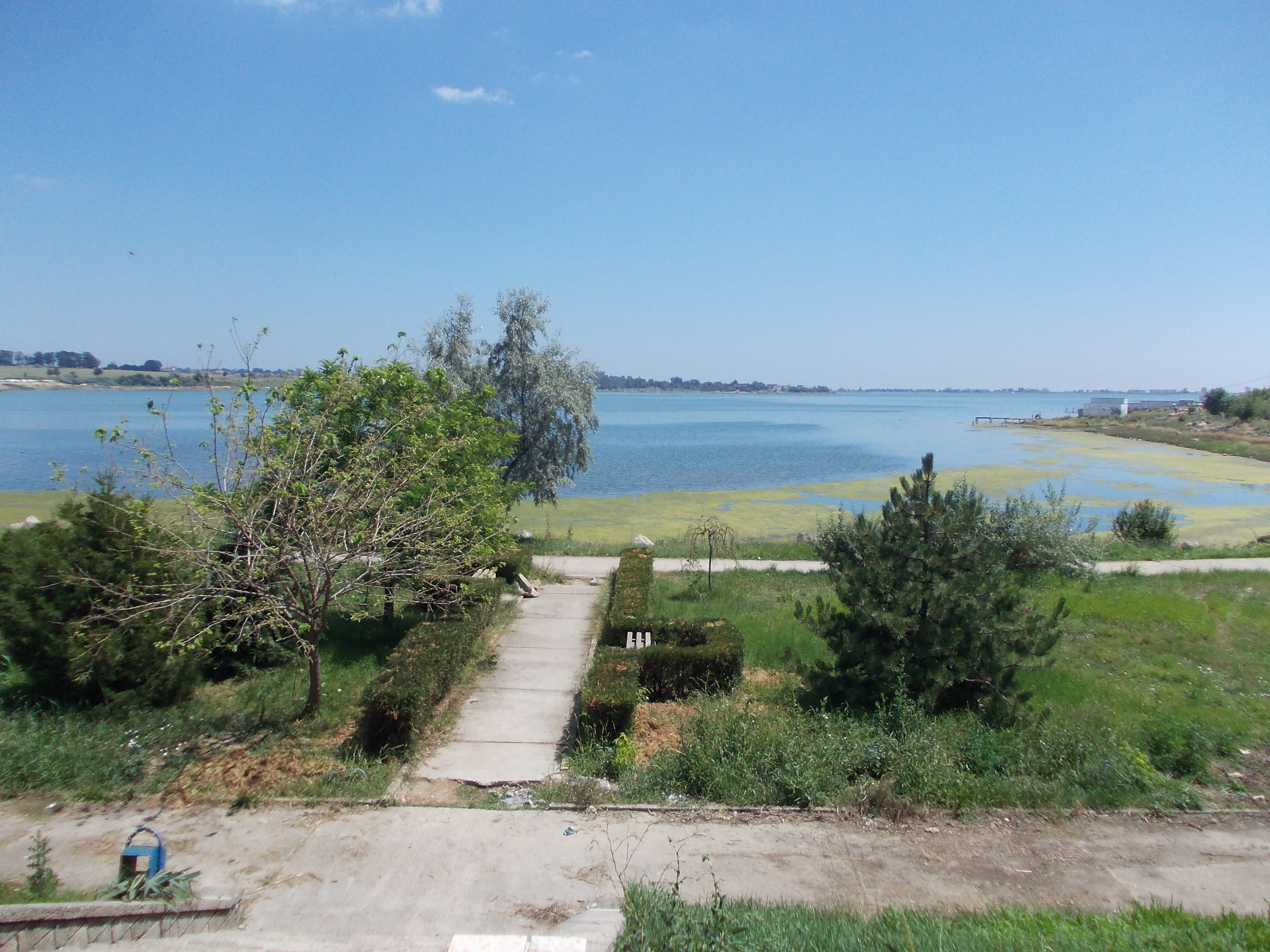
Das letzte Sanatorium, in dem Blecher untergebracht war, befand sich in Techirghiol an der Küste des Schwarzen Meeres. Am Schwarzen Meer wurde der Film auch gedreht

Die Hauptrolle von Emanuel wurde mit Lucian Teodor Rus besetzt.

### Dreharbeiten
Judes Verfilmung handelt, nicht wie im Roman beschrieben in Berck, sondern in Rumänien, wo der Film am Schwarzen Meer gedreht wurde. Als Kameramann fungierte Marius Panduru. Der Film wurde mit einer statischen Kamera, langen Einstellungen und dem klassischen Bildformat 4:3 auf 35-mm gedreht, was nach Aussage der Macher des Films den besonderen Charakter dieses Lebens, also dem der Kranken in den Sanatorien, reflektiert.
Zu den runden Ecken im Filmmaterial sagte Jude, zum einen sehe das Motiv tatsächlich so aus, wenn man das ganze Bild in seinem 35-mm-Film-Rahmen zeige, und der Ausgang der Kamera sorge für diese runden Ecken. Jude sah dies als einen Vorteil an, weil diese dem Betrachter die Idee einer künstlichen, neu erschaffenen Vergangenheit geben, wie man es oft in alten Stummfilmen sehe, die nicht für das Fernsehen zurechtgestutzt worden sind. Solche  runden Ecken habe es am Anfang des Kinos sehr häufig gegeben, so Jude, und diese Ästhetik habe er in seinem Film ein bisschen nachempfinden wollen.

### Veröffentlichung
Der Film feierte 7. August 2016 beim Internationalen Filmfestival von Locarno seine Premiere. In Deutschland wurde der Film erstmals am 4. Oktober 2016 im Rahmen des Hamburger Filmfestes gezeigt. Später wurde der Film unter anderem beim Internationalen Filmfestival Warschau, beim London Film Festival, beim Mar del Plata Film Festival und beim New York Jewish Film Festival vorgestellt. Im Juni 2017 wird der Film im Rahmen des Shanghai International Film Festivals in der Sektion The Belt and Road gezeigt.
Am 18. November 2016 kam der Film in die rumänischen und am 9. Februar 2017 in die deutschen Kinos. Am 27. Juli 2018 kam der Film in ausgewählte US-amerikanische Kinos.

## Rezeption

### Altersfreigabe
In Deutschland ist der Film FSK 12. In der Freigabebegründung heißt es: „Einzelne Szenen, die intensiv die Leiden der Kranken darstellen sowie eine ungewöhnliche Sexszene können Kinder unter 12 Jahren irritieren beziehungsweise ängstigen. Doch 12-Jährige sind in der Lage, diese Momente in den Kontext einzuordnen und zu verarbeiten. Ihnen erleichtern das historische Setting fern ihrer Alltagsrealität und die teils stilisierte, ästhetisch anspruchsvolle Inszenierung die Distanzierung von den traurigen Aspekten der Geschichte.“

### Kritiken
Von den bei Rotten Tomatoes aufgeführten Kritiken sind 78 Prozent positiv.
Ulrich Sonnenschein von epd Film vergleicht die Geschichte mit der von Der Zauberberg. Der Film verlasse die Stereotypien einer Krankheitsgeschichte allerdings recht schnell, und fast von Anfang an herrsche ein ebenso poetischer wie ironischer Ton. Auch wenn Sonnenschein den Film ein wenig zu verschroben empfindet, scheint ihm die Verfilmung lohnend, weil man einen Autor wiederentdecke, der in den Naziwirren der späten 1930er Jahre in Rumänien quasi vergessen wurde.
Hannah Pilarczyk von Spiegel Online beschreibt die Bildebene des Films, der weitestgehend auf eine bewegliche Kamera verzichte, als nahezu im quadratischen Akademieformat gestaltet. Zudem nehme der von Farben durchwirkte, an die Leuchtkraft von Technicolor erinnernde Film, zunehmend die Qualitäten eines alten Schaukastens an: „Man erhält Einblick in eine faszinierende Welt und kann doch nicht in sie eintauchen“, so Pilarczyk.
In der Begründung der Jury zur Auszeichnung mit dem Hamburger Produzentenpreis für Europäische Kino-Koproduktionen beim Filmfest Hamburg heißt es: „Ein bewegender Film zu einem Thema, das man eigentlich eher verdrängen möchte. Der Film löst sich aus dieser Bedrückung und wird zu einer Hymne an das Leben und die Freude am Leben. (…) Er erzählt die bewegende Geschichte eines jungen Mannes mit Leichtigkeit und Authentizität. Ohne Konzession an den Zeitgeschmack. (…) Eine authentische europäische Geschichte, emotional und ohne Pathos erzählt.“

### Auszeichnungen (Auswahl)
Festival Internacional de Cine de Mar del Plata 2016
- Auszeichnung als Bester Regisseur (Radu Jude)
- Nominierung als Bester Film im internationalen Wettbewerb (Radu Jude)

Filmfest Hamburg 2016
- Auszeichnung mit dem Hamburger Produzentenpreis für Europäische Kino-Koproduktionen (Maren Ade, Jonas Dornbach und Janine Jackowski)

Internationales Filmfestival von Locarno 2016
- Auszeichnung mit dem Don Quixote Award (Radu Jude)
- Auszeichnung mit dem Special Jury Prize (Radu Jude)
- Nominierung als Bester Film für den Goldenen Leoparden (Radu Jude)

Sarajevo Film Festival 2016
- Nominierung als Bester Film für das Heart of Sarajevo (Radu Jude)